# Redzyńskie
Redzyńskie – wieś sołecka w Polsce położona w województwie mazowieckim, w powiecie mińskim, w gminie Latowicz. Przez miejscowość przepływa rzeczka Lelilka, nazywana tu Ścieklą.
Wieś królewska Radzyńskie położona była w drugiej połowie XVI wieku w powiecie garwolińskim  ziemi czerskiej województwa mazowieckiego.
W latach 1526–1795 wieś należała do starostwa latowickiego. W latach 1795–1809 – pod zaborem austriackim. Od 1809 r. w Księstwie Warszawskim, guberni warszawskiej, powiecie siennickim, a od 1866 r. w powiecie mińskim (od 1868 nazwa powiatu nowomiński). W latach 1870–1954 należała do gminy Iwowe, w latach 1955-1972 – do Gromadzkiej Rady Narodowej w Iwowym, od 1973 r. należy do gminy Latowicz. W latach 1919–1939 była w granicach województwa warszawskiego, 1939-1945 w Generalnym Gubernatorstwie, 1946-1975 w województwie warszawskim, od 1975 do 1998 r. – w granicach województwa siedleckiego. Od 1999 r. znajduje się w województwie mazowieckim.
Wierni Kościoła rzymskokatolickiego należą do parafii Świętej Trójcy w Latowiczu.

## Historia
We wsi znajduje się cmentarzysko ciałopalne z okresu wpływów rzymskich (kultura pucharów lejkowatych). 
Pierwsze wzmianki o wsi pojawiły się w 1517 r. W 1560 r. we wsi było 24 gospodarstwa i karczma. W 1613 r. liczba gospodarstw wzrosła do 29. 
Wieś została zniszczona podczas wojen szwedzkich i w 1660 r. liczyła 8 domów i karczmę. Z 12¼ włók gruntów rolnych zasianych było 3½. 
W 1789 r. we wsi było 26 domów, w 1827 r. – 46 domów i 255 mieszkańców, a w 1880 r. – 31 domów i 229 mieszkańców. 
W 1924 r. powstała szkoła podstawowa. W 1929 r. założono Ochotniczą Straż Pożarną. W 1961 r. powstało Koło Gospodyń Wiejskich. 
W 1970 r. wieś liczyła 323 mieszkańców, a w 2000 r. 290 mieszkańców. Przyrost naturalny w latach 1970-2000 wyniósł -10,2%. W 1988 r. we wsi było 68 domów, w 2009 r. - 69 domów.

## Etymologia
Ludowa tradycja podaje, że miejscowość nazywano pierwotnie Łęciny (lub Łęty). Obecnie jest to obszar położony poza wsią, w pobliżu rzeczki „Ściekli”. W 1540 r. zapisano nazwę „Rądzynskye”. Nazwa późniejsza: Radzynskie i Rądzyńskie wskazuje, że została utworzona od słów: radzić – udzielać rad, rędzić – wyczesywać len, reda – oznaczającego podmokłą łąkę lub „Redlić” – oborywać kartofle. 
Inne wyjaśnienie wskazuje na założyciela wioski o nazwisku Radzymił, Radzywił lub rodzinę Redzyńskich, może Radzyńskich. W kronikach parafii Latowicz przetrwała z 1757 r. wzmianka o Felicjanie Radzińskim, być może jednym z potomków rodziny, do której należała miejscowość.

## Zabytki
- Kapliczka murowana, pomalowana na niebiesko, pochodząca z drugiej połowy XX w., odnowiona w 1991 r. przez Bolesława Maślankiewicza.